# KTO Rosomak
 KTO Rosomak (KTO viết tắt của Kołowy Transporter Opancerzony – có nghĩa là Chiến xa Bọc thép chạy Bánh trong tiếng Ba Lan; Rosomak có nghĩa là Chồn sói trong tiếng Ba Lan) là một phương tiện quân sự đa chức năng 8×8 sản xuất bởi Rosomak S.A. (tên cũ là Wojskowe Zakłady Mechaniczne) ở Siemianowice Śląskie, trực thuộc Tập đoàn Vũ khí Ba Lan. Đây là biến thể có giấy phép được thiết kế dựa trên chiến xa Patria AMV.

## Lịch sử
Vào tháng 12 năm 2002, Bộ Quốc phòng Ba Lan ký một hợp đồng mua 690 chiến xa Patria AMV, được sản xuất tại Ba Lan. Các đối thủ chính trong đấu thầu hợp đồng với AMV là MOWAG Piranha và Steyr Pandur. Hợp đồng 690 chiến xa ban đầu được chia thành hai biến thể chính: 313 chiến xa chiến đấu IFV và 377 chiến xa chuyên chở/đặc dụng. Vào tháng 10 năm 2013, hợp đồng được tăng lên 997 chiếc được bàn giao trong khoảng thời gian 2014 đến 2019.
Cái tên Rosomak (tiếng Ba Lan có nghĩa là Sói) được chọn sau một cuộc thi tổ chức bởi tạp chí Nowa Technika Wojskowa. Chiến xa Rosomak sẽ thay thế các xe bọc thép lỗi thời OT-64 SKOT và một phần xe BWP-1 IFV hiện đang phục vụ trong Lực lượng Mặt đất Ba Lan.

## Biến thể

### Các biến thể trong quân đội Ba Lan
- Rosomak - biến thể xe chiến đấu bộ binh với to tháp súng Hitfist-30P của hãng Oto Melara trang bị chain gun 30 mm ATK Mk 44 dùng cỡ đạn 7.62mm NATO và súng máy UKM-2000C. Tháp pháo còn được cải tiến với hệ thống kiểm soát hỏa lực dùng kính tầm nhiệt và hệ thống cảnh báo laser Obra kết nối với sáu súng phóng lựu tạo khói 81 mm 902A ZM Dezamet. Biến thể chiến xa Bộ binh cải tiến phục vụ cho chiến đấu ở Afghanistan có tên là Rosomak-M1M, loại này được trang bị thêm giáp sắt-composite, hệ thống liên lạc nâng cấp, lưỡi cắt dây thép ở đằng trước tài xế và cửa sổ chỉ huy, các camera cho thấy hình ảnh đằng sau và hai bên hông chiến xa truyền đến hai màn hình LCD trong khoang lính, hệ thống Pilar cho phép phát hiện hướng phát ra hỏa lực đối phương. Do có thêm giáp nên biến thể này không thể nổi trên mặt nước và không có động cơ đẩy di chuyển dưới nước. Biến thể này còn được nâng cấp thành chiến xa tiêu chuẩn có tên là M1M. Thay đổi đáng chú ý nhất là lưới chống RPG QinetiQ RPGNet và họa tiết màu cát. Các thay đổi khác bao gồm việc lắp thêm hệ thống chống IED Duke và hệ thống Dò tìm Blue Force Tracking BMS (mượn từ Lục quân Hoa Kỳ). Tất cả dòng Rosomaks có màu xanh trong biến thể tiêu chuẩn M1 đều có lưới RPG.
- Rosomak-M2 và M3 - biến thể Chiến xa chở quân được cải tiến cho nhiệm vụ ở Afghanistan trang bị tương tự biến thể M1. Khác biệt chính là biến thể này được tranh bị với tháp pháo mở OSS-D dùng súng phóng lựu Mk-19 40 mm hay súng máy hạng nặng NSW/WKM-B 12.7 mm.
- Rosomak-S - biến thể chiến xa bọc thép chở quân với hai đội chống tăng trang bị tên lửa chống tăng dẫn đường Spike.
- Rosomak-WEM - (WEM viết tắt của Wóz Ewakuacji Medycznej – nghĩa là Xe Y tế Sơ tán) – một loại chiến xa cấp cứu bọc thép với kíp lái gồm 3 người, có khả năng chuyên chở ba người lính bị thương trên cáng và thêm một người ở tư thế ngồi. Biến thể WEM-M cho chiến trường Afghanistan được tăng cường thêm giáp và RPGNet giống như biến thể M1M.
- Rosomak-WRT - (WRT viết tắt của Wóz Rozpoznania Technicznego – nghĩa là. Chiến xa Trinh thám Kỹ thuật)
- Rosomak-WSRiD - (WSRiD viết tắt của Wielosensorowy System Rozpoznania i Dozoru – nghĩa là. Hệ thống Trinh thám Đa cảm biến và Giám sát)
- Rosomak-Rak - chiến xa được trang bị lựu pháo 120mm, được bàn giao lần đầu vào tháng 7 năm 2017.[2]
- Rosomak-NJ - (NJ viết tắt của Nauka Jazdy – nghĩa là. Trường dạy Lái xe)

## Lịch sử tham chiến

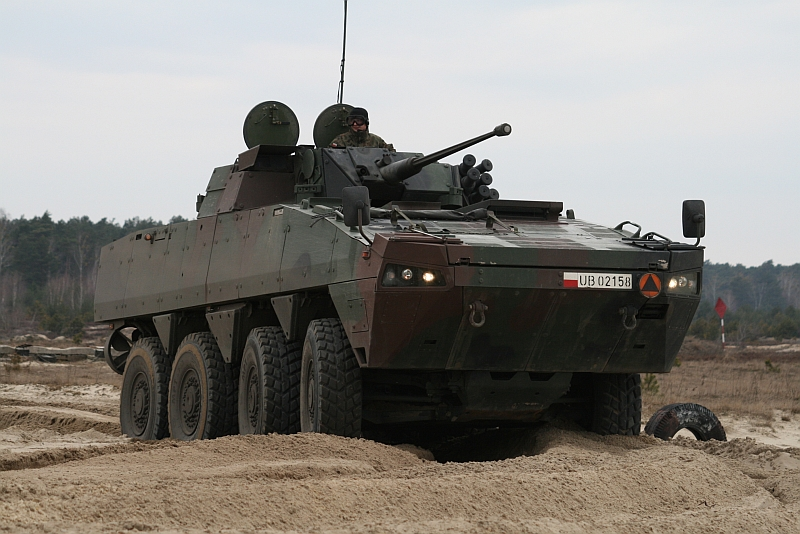
Polish Army KTO Rosomak undergoing testing

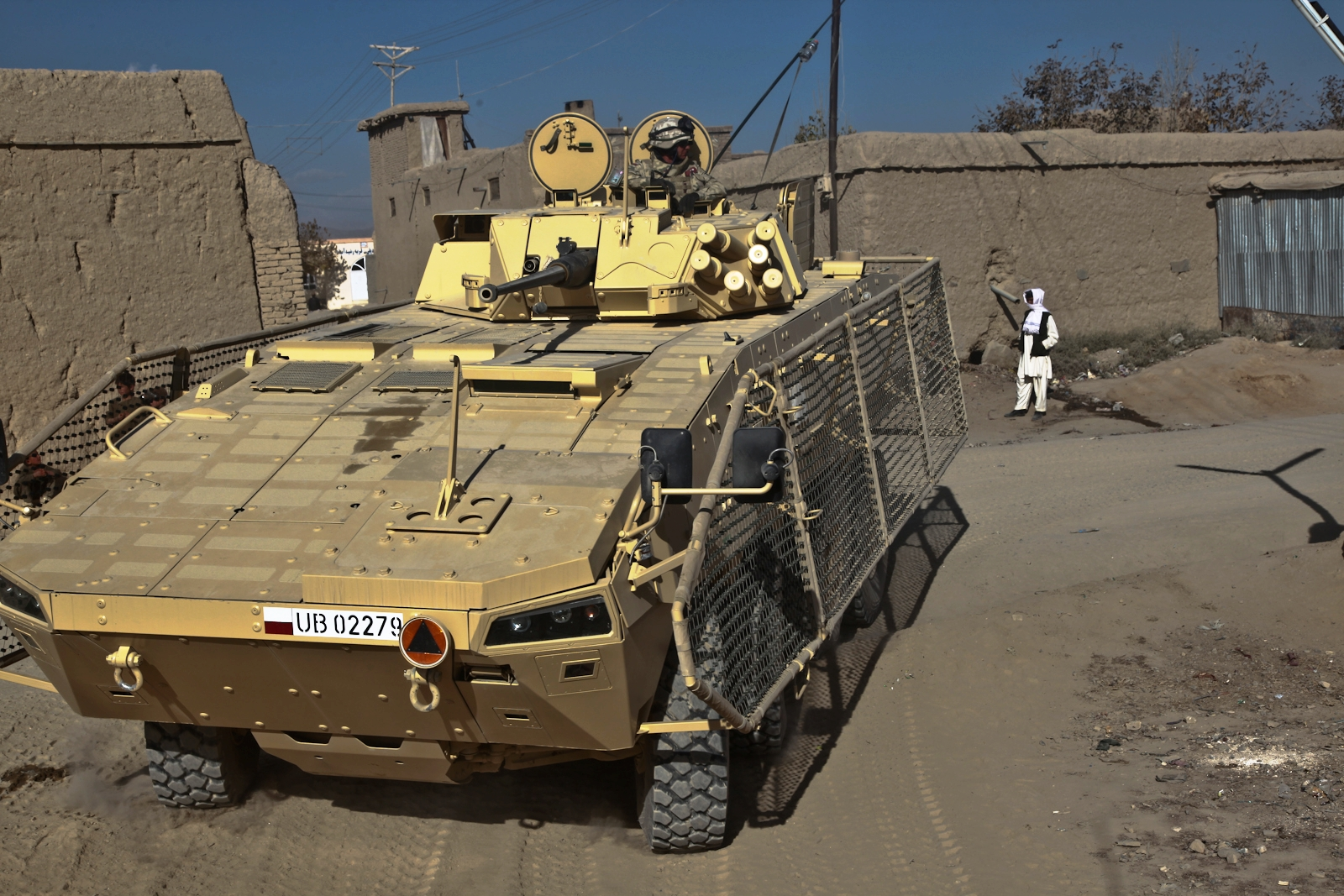
Polish Army KTO Rosomak in Afghanistan

Chiến tranh ở Afghanistan (2001–14)
- Lữ đoàn Lực lượng Mặt đất Ba Lan là một phần của Lực lượng Trợ giúp An ninh Quốc tế sử dụng hơn chiến xa 100 KTO Rosomak (bao gồm phiên bản 5 medevac) trong Chiến tranh Afghanistan. Các chiến xa bọc thép chở quân được trang bị thêm giáp sắt-composite. Vào đầu năm 2008 một chiếc Rosomak của Ba Lan khi đang phục vụ ở Afghanistan (phiên bản có nâng cấp giáp) bị Taliban tấn công. Chiếc xe này bị trúng hai tên lửa RPG-7, nhưng đã bắn trả lại và trở về căn cứ mà không cần sự trợ giúp nào.[3] Tháng 6 năm 2008 một chiếc Rosomak bị Taliban tấn công và bị một tên lửa RPG bắn trúng ở mặt trước. Giáp của xe đã không bị thủng trong vụ này. Năm 2009, người lính đầu tiên được báo cáo hi sinh trong một chiếc Rosomak, sau khi một thiết bị nổ tự tạo phát nổ bên dưới chiến xa; khiến cho xe bị lăn vòng và do đó người lính ở trên tháp pháo bị đè, các cuộc tấn công tương tự đã xảy ra trước đây, nhưng chưa có báo cáo về thương vong.

Nhiệm vụ Liên minh Châu Âu ở Chad (2007–2008)
European Union Force Chad/CAR

## Các bên sử dụng
Ba Lan là bên sử dụng duy nhất KTO Rosomak nhưng là khách hàng xuất khẩu đầu tiên của Patria Oy AMV & WZM SA và có quyền xuất khẩu KTO Rosomak cho một số thị trường. Năm 2006, KTO Rosomak được đem thử nghiệm tại Malaysia.
 Ba Lan
12 Brygada Zmechanizowana (Lữ đoàn Cơ động 12) - Szczecin (lượt luân chuyển quân đội thứ ba và là đơn vị thứ hai sử dụng chiến xa này ở Afghanistan là từ đơn vị trên.)
17 Wielkopolska Brygada Zmechanizowana (Lữ đoàn Cơ động 17) – Międzyrzecz (đợt luân chuyển quân đội thứ hai và đơn vị thứ nhất sử dụng chiến xa này ở Afghanistan và Chad là từ đơn vị trên.)
 Các tiểu vương quốc Ả Rập thống nhất
40 AMV Patria được sản xuất ở Ba Lan.